# Veicolo ibrido

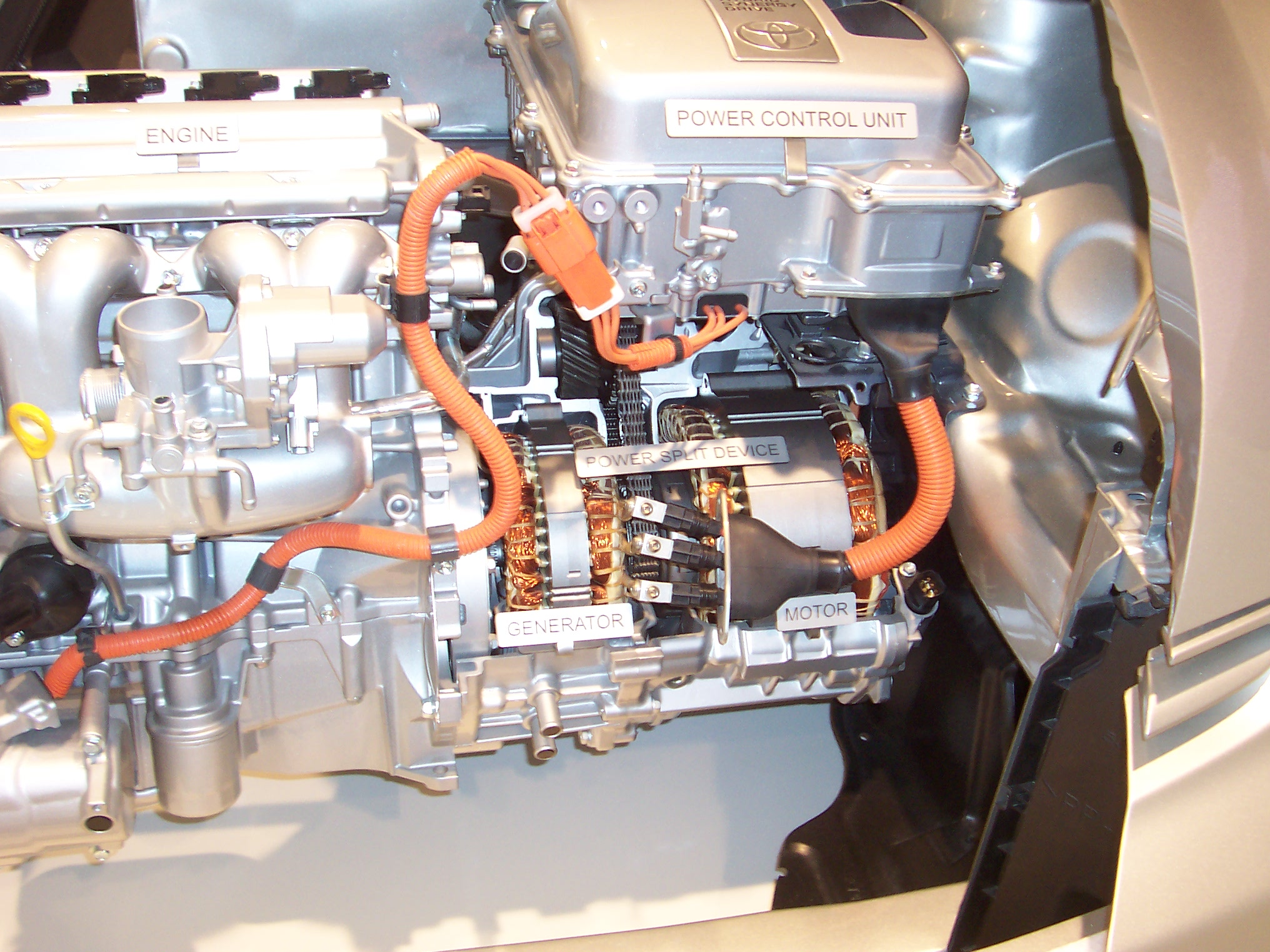
Motore termico con motori/generatori elettrici

Un veicolo ibrido, più propriamente veicolo a propulsione ibrida, è un veicolo dotato di un sistema di propulsione a due o più componenti, ad esempio motore elettrico con motore termico, che lavorano in sinergia fra di loro. I veicoli in cui coesistano due o più forme di accumulo di energia, al fine della generazione di energia meccanica, sono detti veicoli ibridi.
I veicoli ibridi non devono essere confusi con quelli bimodali, che sono veicoli che possono funzionare con energia fornita dall'esterno oppure con un accumulatore a bordo, come ad esempio i filobus con batterie.
I veicoli termici policarburante (benzina/GPL, benzina/metano, gasolio/cherosene, benzina/idrogeno) vengono talvolta distinti dagli altri tipi di veicoli ibridi per essere chiamati bi-fuel.

## Propulsione elettrico-termica

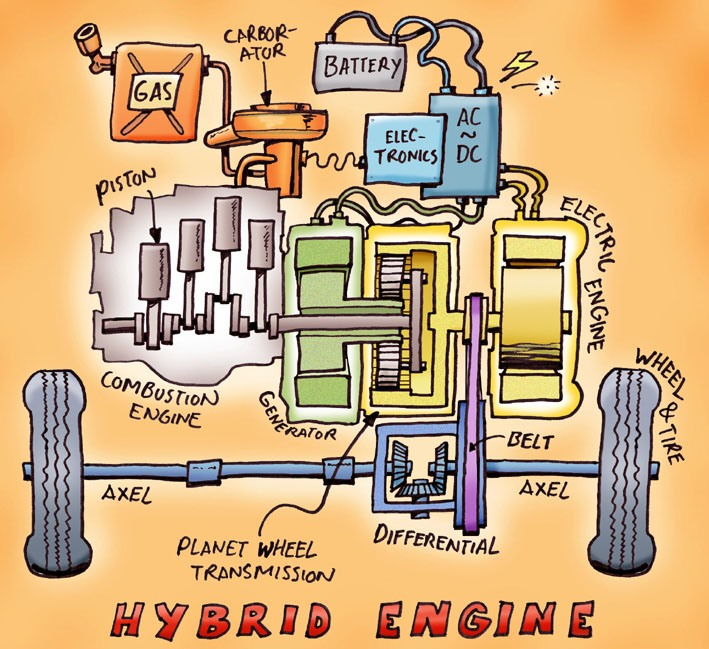
Disegno schematico di un motore ibrido termico/elettrico

Il maggior vantaggio dei veicoli ibridi è l'eliminazione dei difetti insiti nella necessità di partenza da fermo, che nei veicoli convenzionali a motore solo endotermico viene attuata mediante frizione e prima marcia. Infatti la partenza da fermo è sottoposta alle leggi fisiche dell'inerzia che richiede una coppia anche a velocità quasi nulle, mentre il motore termico ciclico ha bisogno di un regime di velocità minimo per fornire una coppia non nulla. Invece il motore a vapore e quello elettrico non presentano particolari problemi nella partenza da fermo, a differenza dei motori endotermici, che presentano tale criticità (che agli albori dell'automobile rappresentò il maggior freno al suo sviluppo).
Nell'auto con motore endotermico accoppiato a partenza in elettrico, i due propulsori sono adatti a coesistere in quanto hanno proprio in ciò caratteristiche complementari: alle basse velocità è più efficiente l'elettrico, alle alte l'endotermico.
Il motore a combustione interna trasforma l'energia chimica del combustibile (di notevole densità energetica e facilmente approvvigionabile dalla rete di rifornimento) con una efficienza accettabile, in particolare in alcuni punti di funzionamento.
Il motore elettrico invece converte con una maggiore efficienza e versatilità un'energia disponibile a bordo in minori quantità. Ogni macchina elettrica in sé è in grado di lavorare per produrre trazione meccanica o generazione di elettricità (in entrambi i sensi di marcia). Ogni veicolo ibrido cerca di sfruttare nei rallentamenti la capacità di "frenare" con il motore elettrico ("forza contro-elettromotrice" tramite sistema KERS), generando energia altrimenti dissipata sotto forma di calore nei freni. Un altro pregio è la possibilità, anche ad alte velocità per brevi tratti, di far supportare nelle esigenze di accelerazione il motore endotermico da quello elettrico.
L'energia elettrica si può immagazzinare con l'utilizzo di vari dispositivi che possono essere utilizzati anche in contemporanea.
- Batterie: hanno densità energetica inferiore a quella del carburante, possono essere dimensionate per accumulare la massima energia, per scambiare la massima potenza o con un compromesso fra i due estremi. Le batterie funzionano con processi elettrochimici distribuiti al loro interno e non è banale controllare tutte le condizioni, ad esempio di temperatura, per limitare quanto possibile il decadimento di elettrodi ed elettroliti.
- Supercondensatori: rispetto alle batterie, hanno maggiore densità energetica e possono cedere e ricevere maggiori potenze, ma non garantiscono la conservazione della carica per tempi medio-lunghi. Sono basati su un processo fisico maggiormente controllabile. l'unico mezzo ibrido che ha adottato tale soluzione è la Lamborghini Sián.
- Batteria-supercondensatore: si tratta di una soluzione che combina le batterie con i supercondensatori, in modo da sfruttare le caratteristiche positive delle due soluzioni, senza subirne gli effetti negativi.[2]
- Volani ad azionamento elettrico: l'energia è immagazzinata come energia cinetica di un volano messo in rotazione da una macchina elettrica, è un processo del tutto meccanico e presenta problemi di controllo ancora differenti dai precedenti.

A seconda del grado di ibridazione (potenza del propulsore elettrico rispetto alla potenza totale installata) e della capacità del sistema di propulsione ibrido di immagazzinare energia elettrica si definiscono informalmente alcuni livelli di ibridazione:
- ibridazione piena (full hybrid o FHEV), il sistema elettrico è in grado da solo di far avanzare il veicolo per un chilometraggio limitato, generalmente pur prescindendo dall'autonomia delle batterie influisce dal 30% al 50% del tempo sulla trazione.
- ibridazione leggera (mild hybrid o MHEV), non sono in grado di permettere la guida in modalità solo elettrica in modo significativo, difatti sono sistemi che principalmente coadiuvano il motore termico, andando ad influire dal 10% al 30% del tempo sulla trazione, generalmente si basano sull'utilizzo di un motoalternatore vincolato al motore termico.
- ibridazione minima (minimal o mini o micro hybrid), si trattano  propulsione tradizionale che non permette alcuna trazione in solo modalità elettrica, che si basano sull'utilizzo di un motoalternatore che lavora a bassa tensione e tali motori vengono generalmente munito anche di sistema start e stop, tali soluzioni non permettono l'uso della frenata rigenerativa e generalmente contribuisce per meno del 10% sul tempo della trazione del mezzo.

I veicoli con funzione stop and start vengono anche impropriamente chiamati "micro hybrids", ma questa funzione, tipica anche di molti veicoli ibridi, è ottenuta con componenti tradizionali e non certo con un diverso sistema propulsivo.
Esistono due schemi costruttivi principali per l'integrazione di un motore termico e una macchina elettrica: ibrido serie e ibrido parallelo. La combinazione dei due dà origine all'ibrido misto.

### Ibrido in serie

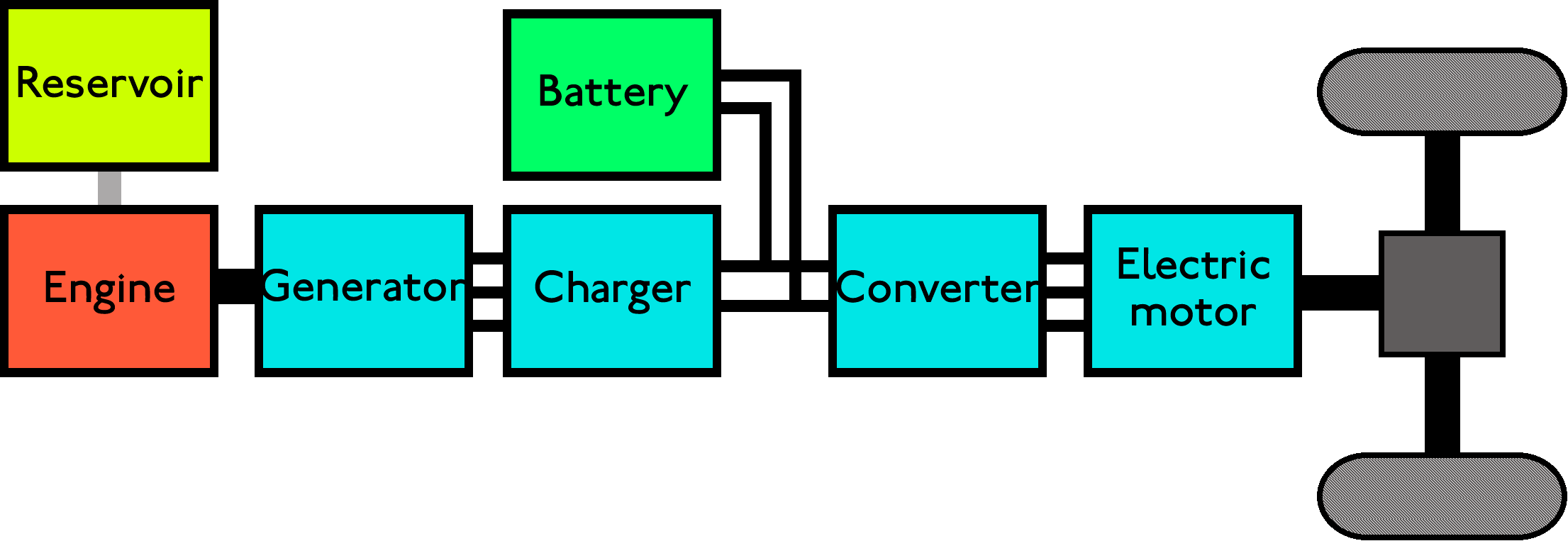
Schema di un ibrido serie

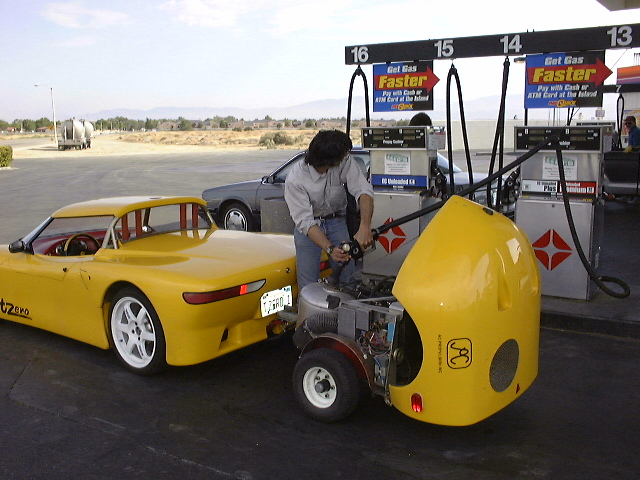
Veicolo elettrico con carrello-appendice estensore di autonomia.

Questa tecnologia, detta anche "range extender", è molto simile a quella utilizzata nelle locomotive Diesel-elettriche. In questa tipologia il motore termico non è collegato alle ruote, esso ha il compito di generare la corrente per alimentare il motore elettrico che la trasforma in moto, mentre l'energia superflua viene utilizzata per ricaricare le batterie.
Nei momenti in cui viene richiesta una grande quantità di energia, essa viene attinta sia dal motore termico sia dalle batterie. Poiché i motori elettrici sono in grado di operare su una vasta gamma di regimi di rotazione, questa struttura permette di rimuovere o ridurre la necessità di una trasmissione complessa. Per questo motivo permetterebbe l'uso di più efficienti motori a turbina anziché alternativi, difatti l'efficienza dei motori a combustione interna alternativi cambia al variare del numero di giri, nei sistemi ibrido serie i giri del motore termico vengono impostati per ottenere sempre la massima efficienza non dovendo subire né accelerazioni né decelerazioni; tale proprietà verrebbe sfruttata con ancor maggiore efficienza dal motore a turbina. Data questa condizione e per compensare l'ulteriore trasformazione energetica, si può usare un motore termico (generatore) che abbia una fascia di sfruttamento/funzionamento molto stretta rispetto ai regimi totali e che per questo abbia un rendimento più elevato dei motori termici classici, per lo meno in quella fascia di regimi, quindi idealmente un motore a turbina.
In alcuni prototipi sono installati piccoli motori elettrici per ogni ruota. Il notevole vantaggio di questa configurazione è di poter controllare la potenza erogata per ogni ruota. Uno scopo possibile potrebbe essere di semplificare il controllo della trazione o inserire/disattivare la trazione integrale.
Il maggiore svantaggio degli ibridi serie consiste nella seria riduzione di efficienza rispetto alle motorizzazioni puramente termiche in condizioni di velocità elevata e costante (come viaggiare a 130 km/h in autostrada). Questo fenomeno è causato dal fatto che, nella conversione termico-->elettrico-->movimento, parte dell'energia viene dispersa, cosa che non accadrebbe con una trasmissione con conversione diretta termico-->moto. Questo inconveniente non è presente negli ibrido parallelo.
Gli ibridi serie sono i più efficienti per i veicoli che necessitano di continue frenate e ripartenze come i mezzi a uso urbano, autobus e taxi e alcuni mezzi d'opera pesanti quali Terex 33-19 "Titan", Hitachi EH5000 ACII, Liebherr T 282B e BelAZ 75710.
Molti modelli di ibridi serie hanno, in dotazione, un pulsante per spegnere il motore termico. La funzione viene utilizzata specialmente per la circolazione nelle zone a traffico limitato. L'accensione del motore termico è limitata alla sola ricarica delle batterie; ma, comunque, esso può essere riattivato con la pressione del medesimo pulsante a cui si è accennato poco sopra. Il motore termico viene inoltre spento automaticamente durante le soste.

### Ibrido parallelo

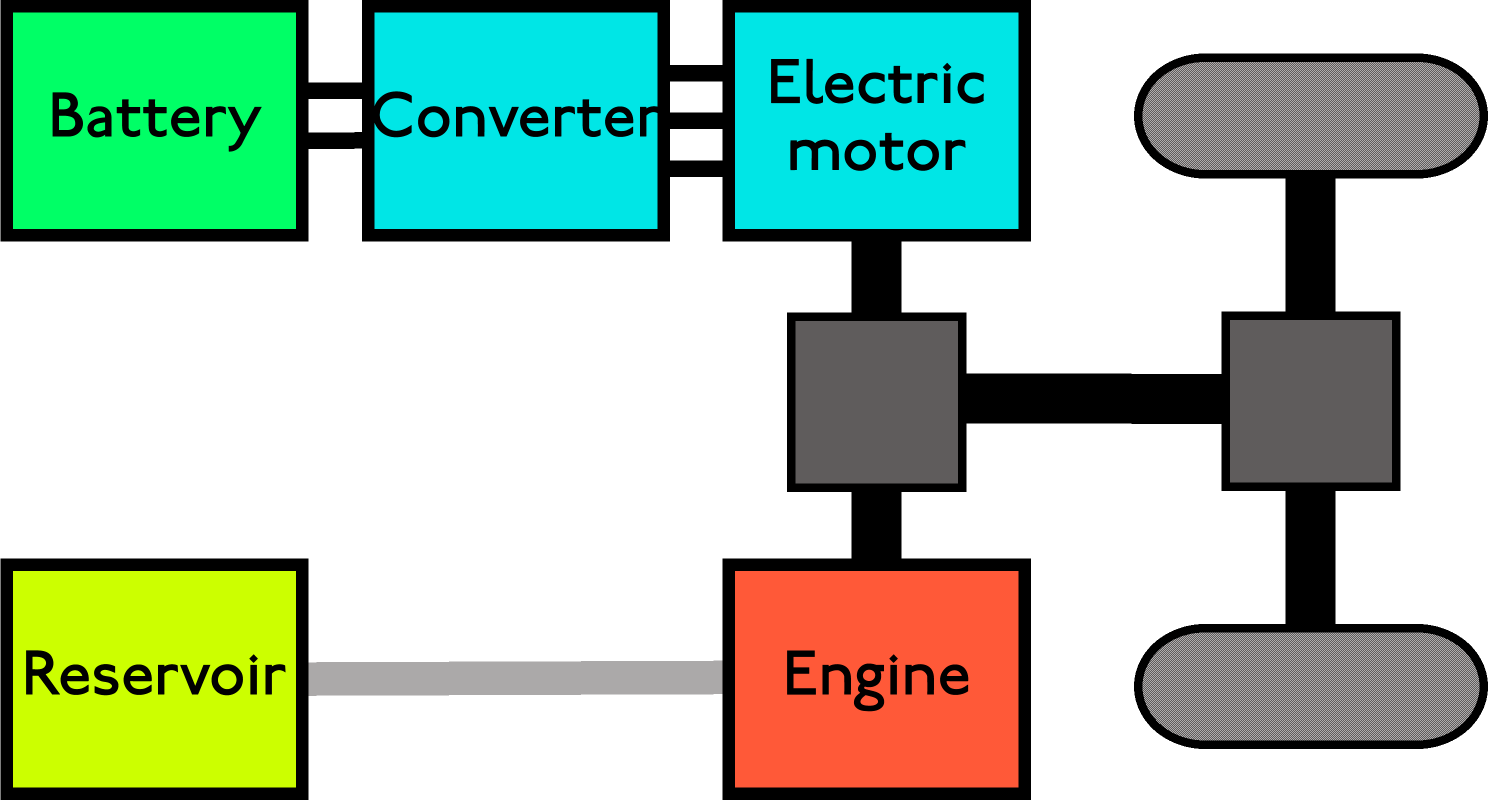
Schema di un ibrido parallelo

Tale architettura è tra le più diffuse tra i vari modelli di auto ibride, ma anche tra i motori di yachts e imbarcazioni. È caratterizzata da un nodo meccanico di accoppiamento della potenza, per cui entrambi i motori (l'elettrico e il termico) forniscono coppia alle ruote. Il motore termico può inoltre essere utilizzato per ricaricare le batterie in caso di necessità.
La realizzazione costruttiva del nodo meccanico e la sua posizione nell'ambito del sistema di propulsione servono a distinguere ibridi paralleli pre-trasmissione (motore elettrico a monte del cambio), post-trasmissione (motore elettrico a valle del cambio) e post-ruote (i due assali hanno due motorizzazioni meccanicamente indipendenti, l'accoppiamento è dunque costituito dalla strada).
Gli ibridi parallelo possono ulteriormente essere classificati a seconda del bilanciamento dei due motori nel fornire potenza motrice. Nella maggior parte dei casi, ad esempio, il motore a combustione interna è la parte dominante e il motore elettrico ha la semplice funzione di fornire una maggiore potenza nei momenti di necessità (principalmente in partenza, in accelerazione, sotto sforzo e alla velocità massima).
La maggior parte dei progetti combinano un grande generatore elettrico e un motore elettrico in una singola unità (motoalternatore), spesso situata tra il motore a combustione interna e la trasmissione, al posto del volano, rimpiazzando sia il motorino di avviamento, sia l'alternatore e il volano.
Il cambio in molti casi è automatico continuo, il quale permette l'ottimizzazione di funzionamento del motore termico, regolando il regime di funzionamento a un livello di massima efficienza. Altre soluzioni prevedono l'assenza del cambio, riducendo la catena cinematica e relative perdite, ma richiedono un motore termico con ampio intervallo di regimi di funzionamento e, in ogni caso, si perde elasticità operativa, in quanto si aumenta la difficoltà nell'affrontare le salite marcate e/o prolungate e le alte velocità, relegando la soluzione per soli veicoli a uso cittadino.
Il vantaggio si ottiene nel consumo a ruote ferme o a passo d'uomo. Inoltre permette cilindrate più contenute in quanto, in fase di partenza, accelerazione o moto su pendenze, il motore termico viene supportato dal motore elettrico. Questo ne fa dei veicoli più adatti ai ritmi cittadini, piuttosto che alle lunghe percorrenze autostradali.

### Ibrido misto

Schema di un ibrido misto

Gli ibridi misti sono caratterizzati da un nodo meccanico, come negli ibridi paralleli, e da un nodo elettrico, come negli ibridi serie. Come questi ultimi, presentano due macchine elettriche. La modalità costruttiva per realizzare tale doppio accoppiamento può variare. Un esempio relativamente semplice è dato dall'architettura della Toyota Prius, che realizza l'accoppiamento meccanico tra il motore termico, le due macchine elettriche e l'albero di trasmissione finale attraverso la combinazione di un rotismo epicicloidale e un riduttore. Il successo delle Prius e delle altre Toyota con la stessa architettura, 10 milioni di vetture dal 1997 al 2017, rende questo schema il più diffuso in termini assoluti, ovvero quello utilizzato dalla maggior parte delle auto ibride circolanti.

### Gestione dell'energia
La gestione dei flussi di energia fra i vari convertitori (motore a combustione interna, motore/i elettrico/i, trasmissione) e accumulatori (batterie, supercondensatori) per rispondere a una data richiesta di potenza (coppia e velocità) da parte del conducente è compito del controllore di supervisione. Tale controllore, tipico dei veicoli ibridi, si colloca, rispetto a una struttura di controllo in coppia tradizionale, in posizione intermedia tra gli algoritmi di interpretazione della volontà del conducente (trasformazione della posizione dei pedali di accelerazione e freno in richiesta di coppia) e quelli di controllo dei singoli componenti (motori, trasmissione, freni). Gli algoritmi di gestione dell'energia sono ispirati a dei criteri di minimizzazione del consumo energetico globale (combustibile ed elettricità) vincolata al rispetto di un'evoluzione mediamente costante dello stato di carica delle batterie, oltreché dei limiti fisici dei componenti e dei vincoli dettati dalle esigenze di guida piacevole (driveability).
Gli algoritmi di gestione dell'energia sviluppati finora appartengono a due categorie distinte, con possibilità di approcci misti:
- strategie euristiche, basate sulla traduzione di specifiche a vari livelli e su regole empiriche dettate dall'esperienza dei progettisti;
- strategie ottimizzate, basate sull'applicazione di algoritmi matematici di controllo ottimo.

## Altre tipologie
Altri possibili schemi di veicoli ibridi sono i seguenti:
- motore a combustione interna - accumulatori elastici
- motore a combustione interna - volano
- motore a combustione interna - motore pneumatico[7]